# Anke Weigt
Anke Weigt (ur. 13 czerwca 1957 w Duisburgu) – niemiecka lekkoatletka,  specjalistka skoku w dal, halowa wicemistrzyni Europy z 1980. W czasie swojej kariery reprezentowała Republikę Federalną Niemiec.
Zajęła 4. miejsce w skoku w dal na mistrzostwach Europy juniorów w 1975 w Atenach. Na halowych mistrzostwach Europy w 1977 w San Sebastián zajęła 5. miejsce w skoku w dal i odpadła w eliminacjach biegu na 60 metrów przez płotki, a na kolejnych halowych mistrzostwach Europy w 1978 w Mediolanie zajęła 11. miejsce w skoku w dal. Na mistrzostwach Europy w 1978 w Pradze odpadła w kwalifikacjach tej konkurencji. Zajęła 4. miejsce w skoku w dal w finale pucharu Europy w 1979 w Turynie.
Zdobyła srebrny medal w skoku w dal na halowych mistrzostwach Europy w 1980 w Sindelfingen, przegrywając jedynie z Anną Włodarczyk z Polski, a wyprzedzając swą koleżankę z reprezentacji RFN Sabine Everts, a na halowych mistrzostwach Europy w 1983 w Budapeszcie zajęła w tej konkurencji 5. miejsce.
Weigt była mistrzynią RFN w skoku w dal w 1984, wicemistrzynią w tej konkurencji w 1979 i 1983 oraz brązową medalistką w 1980 i 1981, a także mistrzynią w sztafecie 4 × 100 metrów w 1981. Była również halową mistrzynią RFN w skoku w dal w 1980 i 1984, wicemistrzynią w 1977, 1978 i 1983 oraz brązową medalistką w 1982 i 1985, a także wicemistrzynią w biegu na 60 metrów przez płotki w 1977. 
Jej rekord życiowy w skoku w dal wynosił 6,80 s (ustanowiony 5 czerwca 1980 w Stuttgarcie).